# Storia delle Big Tech nell'Intelligenza Artificiale

in order: Google, Amazon, Apple, Meta (ex Facebook), Microsoft

Le Big Tech, ovvero le grandi aziende tecnologiche globali, hanno svolto un ruolo fondamentale nello sviluppo e nella diffusione dell'intelligenza artificiale (IA). Queste aziende, tra cui Google, Amazon, Facebook (ora Meta), Microsoft, Apple e IBM, hanno investito miliardi di dollari in ricerca, sviluppo e applicazioni pratiche dell'IA, trasformandola da un campo accademico di nicchia a una tecnologia pervasiva che influenza quasi ogni aspetto della vita moderna.

## Le origini e gli anni '90
Le radici dell'impegno delle Big Tech nell'IA risalgono agli anni '90, quando l'aumento della potenza di calcolo e la disponibilità di grandi quantità di dati iniziarono a rendere praticabili le tecniche di machine learning. IBM, con il suo sistema Deep Blue, che nel 1997 sconfisse il campione mondiale di scacchi Garry Kasparov, fu una delle prime aziende a dimostrare il potenziale dell'IA in ambito pubblico. Questo evento segnò l'inizio di una nuova era in cui le grandi aziende tecnologiche iniziarono a vedere l'IA come un campo strategico.

## Gli anni 2000: l'ascesa del machine learning
Negli anni 2000, l’attenzione si spostò sempre più verso il machine learning e le reti neurali, portando a una loro profonda rivalutazione. Sebbene il concetto di rete neurale fosse stato introdotto già nel 1943 da Warren McCulloch e Walter Pitts, con la formulazione di un modello matematico di neuroni artificiali, fu solo con i progressi successivi che questa tecnologia divenne realmente applicabile. Il loro lavoro, infatti, rappresenta il fondamento teorico su cui si basano le moderne reti neurali.
Tra i protagonisti della rinascita delle reti neurali spiccano Geoffrey Hinton, Yann LeCun e Yoshua Bengio. Hinton, già negli anni ’80, sviluppò l’algoritmo di backpropagation (retropropagazione), che rese possibile l’addestramento efficiente di reti neurali profonde. LeCun applicò queste tecniche per creare le reti neurali convoluzionali (CNN), rivoluzionando il riconoscimento delle immagini, mentre Bengio contribuì con ricerche fondamentali sui modelli probabilistici e sulle reti neurali ricorrenti.
Grazie a queste innovazioni, negli anni 2000 si assistette a un crescente interesse da parte delle grandi aziende tecnologiche, che iniziarono a investire ingenti risorse nello sviluppo dell’intelligenza artificiale, accelerandone l’evoluzione e l’applicazione in diversi settori.

### Google e la rivoluzione delle reti neurali profonde
Google emerse come uno dei leader indiscussi nel campo del machine learning durante gli anni 2000. L'azienda non solo investì massicciamente nella ricerca, ma riuscì anche a trasformare le scoperte accademiche in applicazioni pratiche che rivoluzionarono il modo in cui le persone interagiscono con la tecnologia.
Uno dei momenti chiave fu il lancio del progetto Google Brain nel 2011. Questo progetto, guidato da ricercatori come Andrew Ng e Jeff Dean, dimostrò che le reti neurali profonde (deep neural networks) potevano essere utilizzate per riconoscere immagini e suoni con una precisione mai vista prima. Google Brain riuscì a identificare oggetti in immagini e a trascrivere automaticamente parole pronunciate con un livello di accuratezza che superava i metodi tradizionali.
Queste scoperte portarono a una serie di applicazioni pratiche che cambiarono il volto di molti servizi Google.
Google non si limitò a utilizzare il machine learning per i propri prodotti, ma contribuì anche alla comunità scientifica rilasciando strumenti open-source come TensorFlow, una piattaforma per lo sviluppo di modelli di machine learning che divenne rapidamente uno standard nel settore.

### Amazon e l'IA nella logistica e negli assistenti vocali
Mentre Google si concentrava sul machine learning per migliorare i servizi digitali, Amazon adottò l'IA per ottimizzare le sue operazioni logistiche e creare prodotti innovativi per i consumatori. L'azienda riconobbe presto che il machine learning poteva essere utilizzato per migliorare l'efficienza dei suoi magazzini, prevedere la domanda dei clienti e personalizzare le raccomandazioni di prodotti.
Uno dei progetti più ambiziosi di Amazon fu lo sviluppo di Alexa, il suo assistente vocale basato su IA, lanciato nel 2014. Alexa rappresentò una rivoluzione nel modo in cui le persone interagiscono con la tecnologia domestica. Grazie a sofisticati algoritmi di elaborazione del linguaggio naturale (NLP) e di riconoscimento vocale, Alexa poteva comprendere e rispondere a comandi vocali, eseguire attività come riprodurre musica, controllare dispositivi smart home e fornire informazioni in tempo reale.
Alexa divenne rapidamente uno dei prodotti di punta di Amazon. Questo successo spinse Amazon a investire ulteriormente nello sviluppo di tecnologie vocali e nell'ecosistema di dispositivi connessi, come gli altoparlanti intelligenti della serie Echo.
Oltre ad Alexa, Amazon utilizzò il machine learning per ottimizzare la sua catena di approvvigionamento. Algoritmi predittivi furono impiegati per gestire l'inventario, ridurre i tempi di consegna e migliorare l'efficienza operativa.

## Gli anni 2010: l'era del deep learning e l'ascesa delle Big Tech
Gli anni 2010 rappresentarono un decennio di svolta per l'intelligenza artificiale (IA), segnato dall'affermazione del deep learning, una tecnica di machine learning basata su reti neurali con molti strati. Questo approccio rivoluzionario permise di ottenere progressi straordinari in campi come il riconoscimento delle immagini, l'elaborazione del linguaggio naturale (NLP) e la guida autonoma ridefinendo il panorama tecnologico globale. Le grandi aziende tecnologiche, sia americane che cinesi, giocarono un ruolo centrale in questa trasformazione, investendo massicciamente in ricerca e sviluppo per sfruttare il potenziale dell'IA.

### Le Big Tech americane: pionieri del deep learning
Google emerse come uno dei principali attori nel campo dell'IA durante gli anni 2010. Nel 2014, l'acquisizione di DeepMind, un'azienda britannica specializzata in intelligenza artificiale, segnò un punto di svolta. DeepMind divenne celebre per lo sviluppo di AlphaGo, un programma che nel 2016 sconfisse il campione mondiale di Go, un gioco da tavolo considerato molto più complesso degli scacchi. Questa vittoria dimostrò che l'IA poteva superare gli esseri umani in compiti che richiedono non solo calcolo, ma anche intuizione e creatività. Oltre a DeepMind, Google integrò il deep learning in molti dei suoi prodotti, come il motore di ricerca, Google Translate e il riconoscimento vocale.
Facebook (oggi Meta) investì pesantemente nell'IA per potenziare i suoi algoritmi di raccomandazione e migliorare l'esperienza degli utenti sui social media. L'azienda sviluppò anche tecnologie avanzate di riconoscimento facciale, utilizzate per identificare e taggare automaticamente le persone nelle foto. Questi progressi contribuirono a consolidare la posizione di Facebook come leader nel settore dei social media.
Microsoft, da parte sua, integrò l'IA in molti dei suoi prodotti e servizi. L'assistente vocale Cortana, lanciato nel 2014, rappresentò uno dei primi tentativi di portare l'IA nel quotidiano degli utenti. Inoltre, Microsoft potenziò la sua piattaforma cloud Azure con servizi di IA, offrendo strumenti per lo sviluppo di applicazioni basate su machine learning a imprese e sviluppatori.

### Le Big Tech cinesi: una corsa all'IA
Parallelamente alle aziende americane, le grandi aziende tecnologiche cinesi iniziarono a investire massicciamente nell'intelligenza artificiale, posizionandosi come competitor globali. Tra queste, Baidu, Alibaba, Tencent e Huawei emersero come leader nel settore.

#### Baidu: il pioniere cinese dell'IA
Fondata nel 2000, Baidu è spesso definita il "Google cinese" per il suo dominio nel mercato dei motori di ricerca in Cina. Negli anni 2010, l'azienda spostò la sua attenzione verso l'intelligenza artificiale, istituendo nel 2013 il Baidu Research Institute, guidato da Andrew Ng, uno dei pionieri del machine learning. Questo segnò l'inizio di un impegno strutturato nell'IA. Baidu lanciò Apollo, una piattaforma open-source per veicoli autonomi, diventando un punto di riferimento nel settore della guida autonoma. Nel 2018, l'azienda sviluppò DuerOS, un assistente vocale basato su IA, e integrò l'intelligenza artificiale nei suoi servizi di ricerca, pubblicità e mappe.

#### Alibaba: dall'e-commerce all'IA
Fondata nel 1999 da Jack Ma, Alibaba è principalmente nota per il suo dominio nel commercio elettronico. Tuttavia, a partire dal 2015, l'azienda iniziò a investire pesantemente nell'IA. Nel 2015, Alibaba Cloud lanciò ET, un "cervello artificiale" progettato per analizzare grandi volumi di dati e ottimizzare processi aziendali. Nel 2017, Alibaba istituì la Damo Academy, un centro di ricerca dedicato a temi avanzati come machine learning, computer vision e Internet of Things (IoT). Nel 2018, l'azienda superò i test di comprensione del linguaggio naturale della Stanford University, dimostrando la sua competenza nel NLP.

#### Tencent: IA nei social media e nella medicina
Tencent, fondata nel 1998, è nota per i suoi servizi di social media (come WeChat) e intrattenimento (giochi online). L'azienda integrò l'IA in molti dei suoi prodotti, istituendo nel 2016 un laboratorio di ricerca dedicato. Nel 2017, Tencent lanciò Miying, una piattaforma di IA per la diagnosi medica basata sull'analisi delle immagini. Nel 2018, sviluppò Jueyi, un sistema di IA capace di giocare a Go, che batté alcuni dei migliori giocatori umani.

#### Huawei: hardware e IA
Fondata nel 1987, Huawei è principalmente conosciuta per i suoi dispositivi hardware e le infrastrutture di telecomunicazione. Tuttavia, negli anni 2010, l'azienda fece significativi investimenti nell'IA. Nel 2018, Huawei lanciò la serie Ascend, una linea di chip dedicati all'intelligenza artificiale, progettati per competere con i prodotti di NVIDIA e Google. Nel 2019, presentò MindSpore, un framework open-source per lo sviluppo di applicazioni di machine learning, alternativo a TensorFlow e PyTorch.

## Tra il 2020 e il 2025: l'IA generativa e l'etica
Negli anni 2020, l'attenzione si è spostata verso l'IA generativa, una branca dell'intelligenza artificiale in grado di creare contenuti come testo, immagini, musica e persino video. Questo cambiamento è stato guidato da progressi significativi nei modelli di deep learning e nella disponibilità di enormi quantità di dati, uniti a una potenza di calcolo sempre maggiore. OpenAI, un'organizzazione di ricerca sostenuta da Microsoft, ha svolto un ruolo pionieristico in questo campo con il lancio di GPT-3 nel 2020. Con 175 miliardi di parametri, GPT-3 ha dimostrato una capacità senza precedenti di generare testo coerente e di alta qualità, aprendo nuove possibilità in ambiti come la scrittura creativa, la programmazione, l'assistenza virtuale e l'educazione. Tuttavia, il successo di GPT-3 ha anche sollevato preoccupazioni etiche, tra cui il rischio di disinformazione, la creazione di contenuti falsi, la violazione della privacy e l'uso improprio della tecnologia per scopi dannosi, come la manipolazione delle informazioni o la generazione di deepfake.
In risposta alla crescente popolarità di GPT-3, Google ha accelerato lo sviluppo dei suoi modelli di linguaggio, culminando nel lancio di Bard nel 2023. Bard, basato su una versione ottimizzata del modello LaMDA (Language Model for Dialogue Applications), è stato progettato per competere direttamente con ChatGPT, offrendo funzionalità simili ma con un forte focus sull'integrazione con i servizi Google, come la ricerca, Gmail e Google Assistant. Google ha anche annunciato Gemini, un modello multimodale che combina testo, immagini e suoni, con l'obiettivo di superare le capacità di GPT-4 e stabilire nuovi standard nell'IA generativa.
Meta (ex Facebook), da parte sua, ha sviluppato modelli di linguaggio avanzati come LLaMA (Large Language Model Meta AI), progettati per essere più efficienti e accessibili rispetto ai modelli di OpenAI e Google. LLaMA è stato utilizzato per migliorare i prodotti di Meta, tra cui i suoi assistenti virtuali e i sistemi di raccomandazione, ma è stato anche reso disponibile alla comunità di ricerca per favorire l'innovazione aperta. Meta ha inoltre investito in tecnologie di realtà virtuale e aumentata, integrando l'IA generativa in piattaforme come Horizon Worlds per creare esperienze immersive e interattive.
Apple, pur mantenendo un approccio più riservato rispetto alle altre Big Tech, ha continuato a integrare l'IA nei suoi dispositivi attraverso Siri, il suo assistente vocale, e altre funzionalità avanzate come il riconoscimento facciale e la fotografia computazionale. Apple ha anche investito in modelli di linguaggio più potenti, utilizzandoli per migliorare l'esperienza utente nei suoi prodotti, pur privilegiando la privacy e la sicurezza dei dati, con tecnologie come l'elaborazione on-device.
Nel frattempo, NVIDIA ha svolto un ruolo cruciale nel supportare l'evoluzione dell'IA generativa, fornendo l'hardware necessario per addestrare e far funzionare questi modelli sempre più complessi. Le GPU di NVIDIA, in particolare le serie A100 e H100, sono diventate uno standard nell'industria, utilizzate da aziende come OpenAI, Google e Meta per addestrare modelli con miliardi di parametri. NVIDIA ha anche sviluppato piattaforme come DGX Systems, supercomputer progettati specificamente per il deep learning, che hanno permesso alle Big Tech di accelerare lo sviluppo di nuove tecnologie.